# Judo na Letních olympijských hrách 2012 – muži – lehká váha
Zápasy v judu v kategorii lehkých vah mužů proběhly v Londýně ve dne 30. července 2012.

## Finále
| Finále        |               |
| ------------- | ------------- |
| Mansur Isajev | Mansur Isajev |
| Riki Nakaja   | Mansur Isajev |

## Opravy / O bronz
Poražení čtvrtfinalisté se utkávají mezi sebou v opravách. Vítězové oprav se následně utkávají o bronzovou medaili s poraženými semifinalisty.
| opravy               | o bronz              |                      |
| -------------------- | -------------------- | -------------------- |
| Nick Delpopolo       | Ňam-Očir Sajndžargal | Ňam-Očir Sajndžargal |
| Ňam-Očir Sajndžargal | Ňam-Očir Sajndžargal | Ňam-Očir Sajndžargal |
|                      | Dex Elmont           | Ňam-Očir Sajndžargal |
| Rasul Boqiyev        | Ugo Legrand          | Ugo Legrand          |
| Ugo Legrand          | Ugo Legrand          | Ugo Legrand          |
|                      | Wang Ki-čchun        | Ugo Legrand          |

## Pavouk
| Sk. | 1/64               | 1/32                 | 1/16                 | čtvrtfinále          | semifinále    | finále        |
| --- | ------------------ | -------------------- | -------------------- | -------------------- | ------------- | ------------- |
| A   | Wang Ki-čchun      | Wang Ki-čchun        | Wang Ki-čchun        | Wang Ki-čchun        | Wang Ki-čchun | Mansur Isajev |
| A   | Nugzar Tatalašvili | Wang Ki-čchun        | Wang Ki-čchun        | Wang Ki-čchun        | Wang Ki-čchun | Mansur Isajev |
| A   | volný los          | Rinat Ibragimov      | Wang Ki-čchun        | Wang Ki-čchun        | Wang Ki-čchun | Mansur Isajev |
| A   | volný los          | Rinat Ibragimov      | Wang Ki-čchun        | Wang Ki-čchun        | Wang Ki-čchun | Mansur Isajev |
| A   | volný los          | Aleni Smith          | Jaromír Ježek        | Wang Ki-čchun        | Wang Ki-čchun | Mansur Isajev |
| A   | volný los          | Aleni Smith          | Jaromír Ježek        | Wang Ki-čchun        | Wang Ki-čchun | Mansur Isajev |
| A   | volný los          | Jaromír Ježek        | Jaromír Ježek        | Wang Ki-čchun        | Wang Ki-čchun | Mansur Isajev |
| A   | volný los          | Jaromír Ježek        | Jaromír Ježek        | Wang Ki-čchun        | Wang Ki-čchun | Mansur Isajev |
| A   | volný los          | Dirk Van Tichelt     | Dirk Van Tichelt     | Nick Delpopolo       | Wang Ki-čchun | Mansur Isajev |
| A   | volný los          | Dirk Van Tichelt     | Dirk Van Tichelt     | Nick Delpopolo       | Wang Ki-čchun | Mansur Isajev |
| A   | volný los          | Maher Abu-Rmilah     | Dirk Van Tichelt     | Nick Delpopolo       | Wang Ki-čchun | Mansur Isajev |
| A   | volný los          | Maher Abu-Rmilah     | Dirk Van Tichelt     | Nick Delpopolo       | Wang Ki-čchun | Mansur Isajev |
| A   | volný los          | Čung Či-jip          | Nick Delpopolo       | Nick Delpopolo       | Wang Ki-čchun | Mansur Isajev |
| A   | volný los          | Čung Či-jip          | Nick Delpopolo       | Nick Delpopolo       | Wang Ki-čchun | Mansur Isajev |
| A   | volný los          | Nick Delpopolo       | Nick Delpopolo       | Nick Delpopolo       | Wang Ki-čchun | Mansur Isajev |
| A   | volný los          | Nick Delpopolo       | Nick Delpopolo       | Nick Delpopolo       | Wang Ki-čchun | Mansur Isajev |
| B   | volný los          | Mansur Isajev        | Mansur Isajev        | Mansur Isajev        | Mansur Isajev | Mansur Isajev |
| B   | volný los          | Mansur Isajev        | Mansur Isajev        | Mansur Isajev        | Mansur Isajev | Mansur Isajev |
| B   | volný los          | Kiyoshi Uematsu      | Mansur Isajev        | Mansur Isajev        | Mansur Isajev | Mansur Isajev |
| B   | volný los          | Kiyoshi Uematsu      | Mansur Isajev        | Mansur Isajev        | Mansur Isajev | Mansur Isajev |
| B   | volný los          | Rustam Orudžov       | Rustam Orudžov       | Mansur Isajev        | Mansur Isajev | Mansur Isajev |
| B   | volný los          | Rustam Orudžov       | Rustam Orudžov       | Mansur Isajev        | Mansur Isajev | Mansur Isajev |
| B   | volný los          | Gideon van Zyl       | Rustam Orudžov       | Mansur Isajev        | Mansur Isajev | Mansur Isajev |
| B   | volný los          | Gideon van Zyl       | Rustam Orudžov       | Mansur Isajev        | Mansur Isajev | Mansur Isajev |
| B   | volný los          | Ňam-Očir Sajndžargal | Ňam-Očir Sajndžargal | Ňam-Očir Sajndžargal | Mansur Isajev | Mansur Isajev |
| B   | volný los          | Ňam-Očir Sajndžargal | Ňam-Očir Sajndžargal | Ňam-Očir Sajndžargal | Mansur Isajev | Mansur Isajev |
| B   | volný los          | Christopher Völk     | Ňam-Očir Sajndžargal | Ňam-Očir Sajndžargal | Mansur Isajev | Mansur Isajev |
| B   | volný los          | Christopher Völk     | Ňam-Očir Sajndžargal | Ňam-Očir Sajndžargal | Mansur Isajev | Mansur Isajev |
| B   | volný los          | João Pina            | Volodymyr Soroka     | Ňam-Očir Sajndžargal | Mansur Isajev | Mansur Isajev |
| B   | volný los          | João Pina            | Volodymyr Soroka     | Ňam-Očir Sajndžargal | Mansur Isajev | Mansur Isajev |
| B   | volný los          | Volodymyr Soroka     | Volodymyr Soroka     | Ňam-Očir Sajndžargal | Mansur Isajev | Mansur Isajev |
| B   | volný los          | Volodymyr Soroka     | Volodymyr Soroka     | Ňam-Očir Sajndžargal | Mansur Isajev | Mansur Isajev |
| C   | volný los          | Riki Nakaja          | Riki Nakaja          | Riki Nakaja          | Riki Nakaja   | Riki Nakaja   |
| C   | volný los          | Riki Nakaja          | Riki Nakaja          | Riki Nakaja          | Riki Nakaja   | Riki Nakaja   |
| C   | volný los          | Kyle Maxwell         | Riki Nakaja          | Riki Nakaja          | Riki Nakaja   | Riki Nakaja   |
| C   | volný los          | Kyle Maxwell         | Riki Nakaja          | Riki Nakaja          | Riki Nakaja   | Riki Nakaja   |
| C   | volný los          | Soso Palelašvili     | Soso Palelašvili     | Riki Nakaja          | Riki Nakaja   | Riki Nakaja   |
| C   | volný los          | Soso Palelašvili     | Soso Palelašvili     | Riki Nakaja          | Riki Nakaja   | Riki Nakaja   |
| C   | volný los          | Sezer Huysuz         | Soso Palelašvili     | Riki Nakaja          | Riki Nakaja   | Riki Nakaja   |
| C   | volný los          | Sezer Huysuz         | Soso Palelašvili     | Riki Nakaja          | Riki Nakaja   | Riki Nakaja   |
| C   | Navruz Jurakobilov | Navruz Jurakobilov   | Navruz Jurakobilov   | Rasul Boqiyev        | Riki Nakaja   | Riki Nakaja   |
| C   | Sled Dowabobo      | Navruz Jurakobilov   | Navruz Jurakobilov   | Rasul Boqiyev        | Riki Nakaja   | Riki Nakaja   |
| C   | volný los          | Nicholas Tritton     | Navruz Jurakobilov   | Rasul Boqiyev        | Riki Nakaja   | Riki Nakaja   |
| C   | volný los          | Nicholas Tritton     | Navruz Jurakobilov   | Rasul Boqiyev        | Riki Nakaja   | Riki Nakaja   |
| C   | volný los          | Daniel Williams      | Rasul Boqiyev        | Rasul Boqiyev        | Riki Nakaja   | Riki Nakaja   |
| C   | volný los          | Daniel Williams      | Rasul Boqiyev        | Rasul Boqiyev        | Riki Nakaja   | Riki Nakaja   |
| C   | volný los          | Rasul Boqiyev        | Rasul Boqiyev        | Rasul Boqiyev        | Riki Nakaja   | Riki Nakaja   |
| C   | volný los          | Rasul Boqiyev        | Rasul Boqiyev        | Rasul Boqiyev        | Riki Nakaja   | Riki Nakaja   |
| D   | volný los          | Dex Elmont           | Dex Elmont           | Dex Elmont           | Dex Elmont    | Riki Nakaja   |
| D   | volný los          | Dex Elmont           | Dex Elmont           | Dex Elmont           | Dex Elmont    | Riki Nakaja   |
| D   | volný los          | Emmanuel Nartey      | Dex Elmont           | Dex Elmont           | Dex Elmont    | Riki Nakaja   |
| D   | volný los          | Emmanuel Nartey      | Dex Elmont           | Dex Elmont           | Dex Elmont    | Riki Nakaja   |
| D   | volný los          | Fred Uwase           | Bruno Mendonça       | Dex Elmont           | Dex Elmont    | Riki Nakaja   |
| D   | volný los          | Fred Uwase           | Bruno Mendonça       | Dex Elmont           | Dex Elmont    | Riki Nakaja   |
| D   | volný los          | Bruno Mendonça       | Bruno Mendonça       | Dex Elmont           | Dex Elmont    | Riki Nakaja   |
| D   | volný los          | Bruno Mendonça       | Bruno Mendonça       | Dex Elmont           | Dex Elmont    | Riki Nakaja   |
| D   | volný los          | Ugo Legrand          | Ugo Legrand          | Ugo Legrand          | Dex Elmont    | Riki Nakaja   |
| D   | volný los          | Ugo Legrand          | Ugo Legrand          | Ugo Legrand          | Dex Elmont    | Riki Nakaja   |
| D   | volný los          | Tomasz Adamiec       | Ugo Legrand          | Ugo Legrand          | Dex Elmont    | Riki Nakaja   |
| D   | volný los          | Tomasz Adamiec       | Ugo Legrand          | Ugo Legrand          | Dex Elmont    | Riki Nakaja   |
| D   | volný los          | Osman Murillo        | Hosein Hafiz         | Ugo Legrand          | Dex Elmont    | Riki Nakaja   |
| D   | volný los          | Osman Murillo        | Hosein Hafiz         | Ugo Legrand          | Dex Elmont    | Riki Nakaja   |
| D   | volný los          | Hosein Hafiz         | Hosein Hafiz         | Ugo Legrand          | Dex Elmont    | Riki Nakaja   |
| D   | volný los          | Hosein Hafiz         | Hosein Hafiz         | Ugo Legrand          | Dex Elmont    | Riki Nakaja   |